# Żuk zmienny
Żuk zmienny (Geotrupes mutator) – gatunek chrząszcza z rodziny gnojarzowatych i podrodziny Geotrupinae.
Gatunek ten opisany został po raz pierwszy w 1802 roku przez Thomasa Marshama jako Scarabaeus mutator.
Chrząszcz o ciele długości od 15 do 24 mm, ubarwionym różnorodnie: czarnozielono, ciemnozielono, zielononiebiesko, zielonobrązowo, niebiesko, fioletowoniebiesko, fioletowoczerwono. Czasem kolor przedplecza różni się od koloru pokryw. Barwa początkowo jest metaliczna, opalizująca, ale wraz ze starzeniem się osobnika matowieje i czernieje. Pośrodku głowy obecny jest guzek. Powierzchnia przedplecza jest gładka z podłużną linią wgłębioną przez środek, a na bokach z dużymi, dołkowatymi punktami. Nasadowa krawędź przedplecza jest obrzeżona. Pokrywy mają między szwem a guzem barkowym dziewięć rzędów o słabym punktowaniu, odgraniczających wąskie międzyrzędy o delikatnie pomarszczonych poprzecznie powierzchniach. Tylna para odnóży ma na zewnętrznych powierzchniach goleni trzy listewki poprzeczne, licząc wraz z listewką wierzchołkową. Uda tejże pary odnóży wykazują dymorfizm płciowy: u samicy są bezzębne, a u samca mają po dwa równolegle umieszczone zęby. Odwłok ma sternity na całym obszarze pokryte punktowaniem i porośnięte owłosieniem.
Żuk ten żywi się odchodami koni i bydła. Owady dorosłe zimują, po czym ukazują się od wczesnej wiosny. Rozwój larwy trwa 2–3 miesiące. Nowe pokolenie owadów dorosłych pojawia się latem (w Polsce w połowie sierpnia) i pozostaje aktywne do jesieni (w Polsce do października). Loty owadów dorosłych odbywają się zwykle wieczorami.
Owad palearktyczny, w Europie znany ze wszystkich krajów oprócz Islandii, a dalej na wschód sięgający przez Azję Mniejszą, Kaukaz i południową Syberię po wschodnie Chiny. Na całym zasięgu jest lokalnie, rzadko i nielicznie spotykany. W 2002 umieszczony został na Czerwonej liście zwierząt ginących i zagrożonych w Polsce jako gatunek narażony (VU).